# Czarnków
Czarnków is een stad in het Poolse woiwodschap Groot-Polen, gelegen in de powiat Czarnkowsko-trzcianecki. De oppervlakte bedraagt 9,7 km², het inwonertal 11.464 (2005).

## Partnersteden
- Gadebusch sinds 2008

## Verkeer en vervoer
- Station Czarnków

## Geboren in Czarnków
- Augusta Holtz (1871-1986), Duits-Amerikaans supereeuwelinge